# Lightyear - La vera storia di Buzz
Lightyear - La vera storia di Buzz (Lightyear) è un film d'animazione del 2022 diretto e co-scritto da Angus MacLane.
Il film, 26º lungometraggio prodotto dalla Pixar Animation Studios, è uno spin-off del franchise di Toy Story che narra le vicende del personaggio che ha ispirato la creazione dell'omonimo giocattolo in tale universo.
Il concept di un Buzz umano venne già  sviluppato nella pellicola Buzz Lightyear da Comando Stellare - Si parte! (2000) e nella serie Buzz Lightyear da Comando Stellare, che a parte il protagonista non hanno collegamenti con il film del 2022. Il regista MacLane ha descritto il rapporto tra tali opere "come Ewoks e Droids Adventures nell'universo di Guerre Stellari".

## Trama
Una cornice narrativa spiega che nel 1995 il giovane Andy Davis ricevette un giocattolo di Buzz Lightyear (come visto in Toy Story - Il mondo dei giocattoli), protagonista del suo film preferito; gli eventi mostrati in seguito sono tale film.
Nell'anno cosmico 3901, lo Space Ranger Buzz Lightyear e il suo ufficiale in comando nonché migliore amica Alisha Hawthorne esplorano il pianeta abitabile Tikana Prime con la loro nuova recluta Featheringhamstan. Sono costretti a ritirarsi sulla loro nave da esplorazione dopo aver scoperto che il pianeta ospita forme di vita ostili. Buzz danneggia la nave durante la ritirata, costringendo l'equipaggio ad evacuare per effettuare riparazioni e continuare il viaggio. Un anno dopo, l'equipaggio ha costruito una colonia con le infrastrutture necessarie per condurre le riparazioni. Buzz si offre volontario per testare il cristallo dell'iperspazio, un componente chiave per i viaggi interstellari. Tuttavia, dopo un test di quattro minuti con esito fallimentare, scopre che sono trascorsi quattro anni su Tikana Prime, a causa degli effetti della dilatazione del tempo per aver viaggiato a velocità relativistiche.
Dopo il suo ritorno Buzz riceve Sox, un felino robotico multiuso per aiutarlo a riprendersi dal trauma emotivo della scoperta, e continua a testare il cristallo dell'iperspazio. Con ogni test, su Tikana Prime passano altri quattro anni, fino a quando non trascorrono più di 62 anni. Durante questo periodo, la colonia si sviluppa mentre Alisha cresce una famiglia con sua moglie Kiko, morendo successivamente di vecchiaia. Dopo la morte di Alisha il nuovo comandante Burnside intende annullare la missione e non fare più viaggi interstellari, e propone di lavorare alla costruzione di uno scudo laser per proteggere la colonia, inoltre ordina che il suo gatto robot venga disattivato. Buzz è devastato perché teme che la speranza di lasciare il pianeta sia perduta, tuttavia durante questi 62 anni Sox ha migliorato la composizione del cristallo, stabilizzandolo pienamente come carburante per ottenere velocità più elevate della luce. Buzz usa questa nuova composizione di carburante per un test iperspaziale di successo contro gli ordini del suo nuovo comandante. Dopo la prova Buzz scopre che sono trascorsi 22 anni, durante i quali Tikana Prime è stata invasa da una forza di robot guidata dal misterioso imperatore Zurg.
All'atterraggio, Buzz incontra i membri delle forze di difesa della colonia, tra cui Izzy Hawthorne, la nipote ormai adulta di Alisha; Mo Morrison, una recluta fresca e ingenua; e Darby Steel, un'anziana detenuta in libertà vigilata. Sebbene inizialmente riluttante a lavorare con loro a causa della loro scarsa competenza, tra cui la fobia dello spazio di Izzy, Buzz alla fine si affeziona al gruppo specialmente quando Izzy gli confida che nonostante sua nonna volesse lasciare il pianeta ha avuto una vita piena e felice. Insieme, hanno in programma di attaccare la nave di Zurg e distruggere la forza d'invasione. Dopo un violento scontro, Zurg rapisce Buzz, portandolo a bordo della sua nave dove rivela di essere un Buzz più anziano, proveniente da una linea temporale alternativa in cui è fuggito dalle forze di Burnside: nonostante il successo del test iperspaziale, anziché essere riconosciuto come un eroe per aver trovato finalmente il carburante per tornare sulla Terra, venne dichiarato un disertore da Burnside e quasi fatto arrestare. Quindi fuggì con Sox e, aiutato dagli effetti della dilatazione del tempo, viaggiò nel lontano futuro, incontrando una nave tecnologicamente avanzata e abbandonata. Aveva assunto l'identità dell'Imperatore Zurg indossando la sua caratteristica tuta da mecha, e con le poche energie rimaste del suo cristallo (indebolitosi con l'uso a lungo andare) si era recato nell'ormai presente per ottenere più carburante iperspaziale da Buzz, al fine di viaggiare più indietro nel tempo per impedire che la nave da esplorazione atterrasse su Tikana Prime la prima volta. Quindi gli eventi vissuti da Buzz sono un presente inedito e Zurg lo invita pertanto a passargli il cristallo per cambiare il passato (e con esso il futuro). Buzz è tentato dal poter finalmente cancellare il suo sbaglio e riportare l'equipaggio sulla Terra, ma rifiuta alla fine di aiutarlo a causa delle implicazioni del possibile paradosso temporale che deriverebbe da un'azione del genere: difatti se alterasse il corso degli eventi, Alisha non conoscerebbe mai sua moglie Kiko e di conseguenza sua nipote Izzy verrebbe cancellata dall'esistenza insieme a tutti gli altri. Irritato dalla sua decisione, Zurg attacca e immobilizza Buzz ma Sox, quello del futuro alternativo, lo libera. Nel frattempo, Izzy, Mo, Darby e Sox salgono a bordo della nave di Zurg per soccorrere Buzz. Dopo un caotico assalto alla nave, Buzz e i suoi compagni fanno esplodere la nave e fuggono.
Tuttavia, Zurg, sopravvissuto alla distruzione, arriva e attacca la navetta di Buzz, tentando di riappropriarsi del cristallo dell'iperspazio. Mentre Zurg si prepara a distruggere Buzz, questi spara al cristallo, facendolo esplodere ed eliminando apparentemente Zurg. Rimasto senza cristallo, Buzz decide di restare su Tikana Prime. All'atterraggio, Buzz viene ricevuto dal comandante Burnside, che inizialmente dovrebbe arrestare Buzz per aver contravvenuto agli ordini, tuttavia gli concede di formare una nuova squadra di Space Rangers. Buzz seleziona Izzy, Mo, Darby e Sox per formare il nucleo di questa organizzazione, con grande sorpresa di Burnside.
Anno cosmico 4071. Buzz e la sua squadra vengono spediti in una nuova avventura in luoghi sconosciuti.
In una scena dopo i titoli di coda, si scopre che Zurg è sopravvissuto all'esplosione.

## Personaggi
- Buzz Lightyear: il protagonista della storia. È uno Space Ranger coraggioso, sicuro di sé, preciso e disposto a tutto per portare a termine la missione. Inizialmente tende a voler fare le cose da solo senza valersi di aiuto altrui, l'unica che permette di aiutarlo è la sua migliore amica e comandante Alisha Hawthorne. Sentendosi responsabile di aver causato l'ammaraggio su Tikana Prime si offre volontario per fare dei test con il cristallo dell'iperspazio così da riportare tutti sulla Terra ma finisce per trascorrere i successivi 60 anni invecchiando solo di quattro minuti ad ogni test. Dopo aver disertato agli ordini di Burnside (il quale ha sospeso tutti i test per i viaggi interstellari), finisce per viaggiare vent'anni nel futuro dove incontra la nipote di Alisha, Izzy, e cercando di aiutare lei e la sua squadra impara il valore di fare gioco di squadra e contare sugli amici. Ha l'abitudine di registrare o narrare tutto quello che dice durante una missione, anche se Alisha affermava che nessuno ascoltava i suoi "rapporti missione".
- Sox: è un gatto robot multiuso che Alisha ha regalato a Buzz dopo al suo ritorno dal primo test nell'iperspazio per aiutarlo ad affrontare il cambiamento. Nonostante sia un robot è dotato di una propria personalità e nei successivi 60 anni ha sviluppato la formula per rendere il cristallo dell'iperspazio più stabile per i viaggi interstellari.
- Izzy Hawthorne: la nipote di Alisha. Desiderava fin da piccola essere una Space Ranger come sua nonna. È coraggiosa, positiva e determinata. Inizialmente soffre di astrofobia (la paura dello Spazio) e soprattutto nasconde dentro di sé una grande paura di non essere all'altezza di sua nonna (il che è dovuto al suo scarso addestramento e competenza come cadetto Space Ranger) ma grazie ai suoi amici riesce ad affrontare entrambe le sue paure, cosa che gli sarà utile per salvare Buzz e la farà finalmente diventare parte della squadra di Buzz.
- Mo Morrison: una recluta fresca e ingenua nelle forze di difesa coloniali.
- Darby Steel: un'anziana detenuta in libertà vigilata che è stato arruolata nelle forze di difesa coloniali. È in grado di creare una bomba usando solo poche cose.
- Alisha Hawthorne: la nonna di Izzy, migliore amica di Buzz e comandante della missione. Da giovane lei e il protagonista facevano coppia come Space Rangers, ma dopo l'ammaraggio su Tikana Prime nonostante il suo desiderio di tornare sulla Terra inizia a costruirsi una famiglia con la scienziata Kiko da cui avrà un figlio e una vita piena e felice. Lascia a Buzz un messaggio video prima di morire di vecchiaia.
- Imperatore Zurg: antagonista principale del film e leader dell'esercito robotico invasore. Si è rivelato essere una versione anziana e nichilista di Buzz da una linea temporale alternativa. Il suo obiettivo è usare il potere del cristallo per tornare a prima che l'astronave atterrasse su Tikana Prime ma quando Buzz capisce che questo cambierà la sua realtà decide di non aiutarlo.
- Comandante Burnside: l'ufficiale che succede ad Alisha Hawthorne dopo la sua morte. Convinto che i precedenti test siano stati un fallimento e non ci sia possibilità di andar via come suo primo ordine sospende il programma dei viaggi interstellari dando priorità alla costruzione di uno scudo laser per proteggere la colonia.
- Kiko: la scienziata che era insieme all'equipaggio quando sono atterrati su Tikana Prime. Tre anni prima del ritorno di Buzz, Kiko incontra Alisha, con cui si fidanza e successivamente sposerà e da cui avranno un figlio e poi la loro nipotina Izzy. Alisha dirà a Buzz che senza l'atterraggio e la permanenza su Tikana Prime non avrebbe mai conosciuto Kiko (dato che l'equipaggio dell'astronave è immenso), un dettaglio che spingerà Buzz a rifiutare di aiutare Zurg, dopo aver capito che le loro azioni avrebbero cambiato la realtà e cancellato Izzy e tutta la squadra.

## Colonna sonora
È stato annunciato che il compositore ricorrente della Pixar, Michael Giacchino, comporrà la colonna sonora del film, segnando la sua ottava collaborazione con lo studio e la seconda volta che avrebbe composto la colonna sonora di un episodio di una saga cinematografica della Pixar tradizionalmente composta da Randy Newman, dopo Cars 2 (2011).

## Promozione
Il 27 ottobre 2021 è stato diffuso il primo teaser trailer. Il 21 aprile 2022 viene pubblicato il trailer del film.
In occasione del Gran Premio di Monaco 2022 della Formula 1, la Disney ha firmato il contratto con la Ferrari per la sponsorizzazione del film.

## Distribuzione
Il film è stato distribuito negli Stati Uniti d'America a partire dal 17 giugno 2022 mentre in Italia è stato distribuito dal 15 giugno.

### Edizione italiana
La direzione del doppiaggio è a cura di Massimiliano Manfredi, su dialoghi di Roberto Morville, per conto della Iyuno - SDI Gruop.
La pellicola vede la partecipazione degli attori Alberto Boubakar Malanchino, Ludovico Tersigni e Esther Elisha, con un cameo vocale di Linda Raimondo; inoltre Massimo Dapporto, che nei film della serie ufficiale doppiava proprio il giocattolo Buzz Lightyear, qui presta la voce per un cameo vocale.
I piloti della Scuderia Ferrari Charles Leclerc e Carlos Sainz Jr. interpretano un cameo rispettivamente nelle versioni italiana e spagnola del film.

## Accoglienza

### Incassi
All'8 agosto 2022, il film ha incassato 222 milioni di dollari in tutto il mondo contro un budget di 200 milioni, diventando il peggior esordio di un film della saga di Toy Story e il terzo flop economico della Pixar dopo Il viaggio di Arlo e Onward - Oltre la magia.

### Critica
Su Rotten Tomatoes il film riceve il 75% delle recensioni professionali positive con un voto medio di 6,7 su 10 basato su 262 critiche. Il sito recita: "Lightyear si accontenta di essere una storia di origine piuttosto convenzionale invece di raggiungere le stelle, ma questa avventura meravigliosamente animata compie abilmente la sua missione di puro divertimento."
Su Metacritic ottiene un punteggio di 60 su 100 basato su 57 critiche.
Tuttavia, oggetto di molte altre critiche sono state la costruzione del personaggio ed il 'rovesciamento di questo' presentando Zurg come un Buzz invecchiato venuto da una linea temporale alternativa. Critici e fan hanno inoltre fatto notare come in Toy Story, il personaggio di Buzz era stato creato per essere un giocattolo che crede di essere un vero astronauta, creando un conflitto esistenziale: nel film ovviamente il conflitto viene perso, essendo Buzz un vero e proprio astronauta. Dopotutto, l'identità di Zurg non è mai trattata in modo approfondito nell'universo di Toy Story, e la possibilità, accennata dal giocattolo omonimo in Toy Story 2, che Zurg sia il padre di Buzz è una citazione a Guerre Stellari non più sviluppata dopo quel film.
Infine, un altro punto dolente è stata la decisione di non considerare 'canonica' o almeno di non rivisitare l'universo della serie animata di Buzz Lightyear da Comando Stellare, una serie del 2000 sul personaggio che ebbe un discreto successo all'epoca (e nella quale pure la citazione suddetta a Guerre Stellari non è presa seriamente dai personaggi del cartone), ma che John Lasseter aveva bocciato. Il contesto dei due prodotti è molto diverso, avendo il film del 2022 come personaggi alcuni terrestri che esplorano pianeti sconosciuti, e il cartone precedente un corpo di forze dell'ordine multirazziale in una confederazione planetaria già esistente, ed essendo al contesto di quest'ultimo che i discorsi del Buzz giocattolo paiono riferirsi. MacLane dice di non avere pensato alla serie cartone mentre produceva Lightyear, ma che aveva l'idea del film come l'essere, nell'universo di Toy Story, un prodotto di tono serio iniziale, magari primo di una trilogia, dal quale avrebbe preso spunto la serie cartone: ciò in modo simile alla presenza della trilogia di Guerre Stellari e dei suoi spinoff dedicati agli Ewoks, e che i due prodotti nell'universo di Toy Story coesistono e sono canonici. In ogni caso, la scelta di non considerare Buzz Lightyear da Comando Stellare ha contribuito a confondere ulteriormente i fan, che si aspettavano una pellicola diversa dal prodotto finale.

### Boicottaggi
Una decisione controversa è stata includere la relazione lesbica nel film tra Alisha e Kiko. Alcuni critici hanno notato come tale scena mal si adatta alla cornice narrativa introduttiva del film che ambienta la proiezione nel 1995: negli anni '90, mettere una scena con una relazione gay, specialmente per un film dedicato ai bambini, sarebbe stato molto più controverso di oggi. Sempre la stessa scena ha portato alle proteste delle associazioni conservatrici negli Stati Uniti, nonché al bando del film nel Mondo Arabo, in Malesia e Kazakistan, ed a restrizioni/proteste ufficiali nella Repubblica Popolare Cinese, in Singapore ed in Indonesia.